# Giovanni Freghieri
Giovanni Freghieri (Piacenza, Italia, 28 de enero de 1950) es un dibujante de cómic italiano.

## Biografía
Siendo aún adolescente, empezó a dibujar en el estudio de Giancarlo Tenenti, lo que le llevó a colaborar durante varios años con la editorial Universo, dibujando para las revistas Intrepido e Il Monello. Más tarde, colaboró con las revistas Lanciostory y Skorpio de Eura Editoriale. En 1980 ilustró una aventura de Diabolik. También trabajó con Comic Art, ilustrando la historia Rolls Royce publicada en la revista L'Eternauta y escrita por Alberto Ongaro.
En 1984, empezó su larga colaboración con Sergio Bonelli Editore, dibujando dos episodios de Bella & Bronco de Gino D'Antonio, antes de pasar a Martin Mystère. Posteriormente, se convirtió en uno de los más prolíficos dibujantes de Dylan Dog, dibujando también los tres cruces de este personaje con Martin Mystère. Para Bonelli ilustró también otras historietas como Ken Parker, Dampyr, Volto Nascosto, Le Storie, Morgan Lost, Brendon, Zagor, Nick Raider, Tex y la miniserie Hellnoir, creada junto con el guionista Pasquale Ruju.